# Glischropus meghalayanus
Glischropus meghalayanus és una espècie de ratpenat de la família dels vespertiliònids. Té una llargada de cap a gropa de 40 mm, la cua de 41 mm i un pes de 4 g. El seu hàbitat natural són els boscos tropicals semicaducifolis. És endèmic del nord-est de l'Índia. Com que fou descobert fa poc, encara no se n'ha avaluat l'estat de conservació. Tanmateix, els seus descriptors apuntaren que els boscos de la seva distribució pateixen desforestació. El seu nom específic, meghalayanus, significa ‘de Meghalaya’ en llatí.